# Maximillion Fine
Maximillion André Fine (Gilbert, ...) è un giocatore di football americano statunitense, che gioca come wide receiver per i Vienna Vikings.
Dopo aver giocato per tre diverse squadre universitarie, passa agli austriaci Vienna Vikings.